# Saboudougou
Saboudougou  est une localité située au nord-ouest de la Côte d'Ivoire et appartenant au département de Ouaninou, dans la Région du Bafing. La localité de Saboudougou  est un chef-lieu de commune.